# Leonid Kannegisser
Leonid Kannegisser (en russe : Леони́д Иоаки́мович Каннегисер ; 1896-1918) est un écrivain et un révolutionnaire russe.

## Biographie
Leonid Kannegisser, étudiant et poète, a assassiné Moïsseï Ouritsky, le fondateur de la Tchéka de Petrograd le 30 août 1918. Il fut exécuté peu après.

## Œuvres
- Un recueil de ses poèmes a été publié en 1924 à Paris, accompagné d'articles de Géorgui Adamovitch, Mark Aldanov et Géorgui Ivanov[1]